# Oszoli Piroska
Oszoli Piroska, született Névery (Dunaföldvár, 1919. január 21. – Dunaföldvár, 2017. március 22.) magyar festőművész.

## Élete
Dunaföldváron született nemesi származású pedagóguscsaládban, dédapja, Névery Sándor helyi jegyző házában. Tanulmányai befejeztével Budapesten magyar–történelmet tanított pár évig. Közben műkedvelő festőként Doór Ferenc (1918–2015) erdélyi származású festőművésznél tanult.
1947-ben hazatért szülőfalujába, ahol harmadik tantárgyként rajzot is tanított. Közben elvégezte a rajztanári szakot is. 1949-ben házasságot kötött a szovjet hadifogságból hazatért Oszoli István biológia–kémia-szakos középiskolai tanárral, akivel annak 2003-ban bekövetkezett haláláig együtt éltek. Két fiuk született, István (1950) és András (1953). Nyugalomba vonulása után még teljes négy évtizeden átívelő önálló művészi pályájának élhetett. Végigfestette lakóhelye és a környező települések tájait. A Duna megörökítése plein air festészetének fő eleme volt. Aztán festőállványával bejárta az országot, kedves témája a Balaton és környéke lett. Majd Európa természeti és ember alkotta szépségei következtek Németországtól Dalmáciáig és Olaszországtól Norvégiáig. Számtalan alkotótáborban vett részt, ő maga is szervezett jó néhányat. Számos önálló kiállítása volt Magyarországon, de művei az egész világon megtalálhatók Ausztriától Új-Zélandig.
98 évesen, szülőházában hunyt el.

## Díjai, kitüntetései
- Dunaföldvár díszpolgára (1996)